# Блудов-Андре, Александр Александрович
Александр Александрович Блудов-Андре (11 (23) апреля 1817 — 10 (22) декабря 1891) — педагог, директор Московского коммерческого училища; действительный статский советник.

## Биография
Сын чиновника Коммерческого банка Александра Власьевича Андре (25.1.1785—18.7.1852).
Окончил 1-ю московскую гимназию (1834) и историко-филологический факультет Императорского Московского университета. Ф. Буслаев вспоминал: «Между нами, студентами, был самый прилежный и во всем исполнительный; считался одним из лучших знатоков латинского языка и пользовался особым расположением Дмитрия Львовича Крюкова…»
С 1869 года преподавал в Московском коммерческом училище, был его директором.
Был женат на Елизавете Васильевне Блудовой, племяннице Д. Н. Блудова. Её брату, Михаилу Васильевичу Блудову, как последнему представителю рязанских Блудовых, в 1870 году было Высочайше разрешено присоединить свою фамилию к имени Александра Александровича Андре, который стал с тех пор именоваться Блудовым-Андре. У них дети: Мария (род 10.01.1858); близнецы Вера и Надежда (род. 4.03.1859); Сергей (род. 13.07.1860); Софья (род. 23.04.1863); Елизавета (род. 18.05.1866).
Похоронен на Пятницком кладбище.